# Tonabnehmer
Als Tonabnehmer wird ein elektroakustischer Wandler (Sensor) bezeichnet, der mechanische Schwingungen in Festkörpern (Körperschall) in eine elektrische Spannung (das Ton- oder Audiosignal) wandelt.
Das unterscheidet den Tonabnehmer von Luftschallwandlern (Mikrofon) und Flüssigkeitsschallwandlern (Hydrofon).
Das Audiosignal wird tontechnisch verarbeitet und/oder beispielsweise über einen Audioverstärker mit einem Lautsprecher hörbar gemacht.
Typische Beispiele sind Tonabnehmer von Schallplattenspielern, welche die Schwingungen der durch die Schallplattenrille gleitenden Nadel aufnehmen, sowie Tonabnehmer bei Saiteninstrumenten wie z. B. E-Gitarren.

## Mechanische Vorgänger
Wie beim Phonograph oder dem Grammophon die mechanischen Nadelbewegungen, wird bei der Strohgeige die mechanische Schwingung der Saite auf eine Membran übertragen; durch einen Schalltrichter werden die Luftschwingungen verstärkt und somit hörbar. Bei der Abtastnadel handelte es sich um eine spitz geschliffene Stahlnadel (seltener auch Holz oder Hartgummi).

## Tonabnehmer für Schallplatten

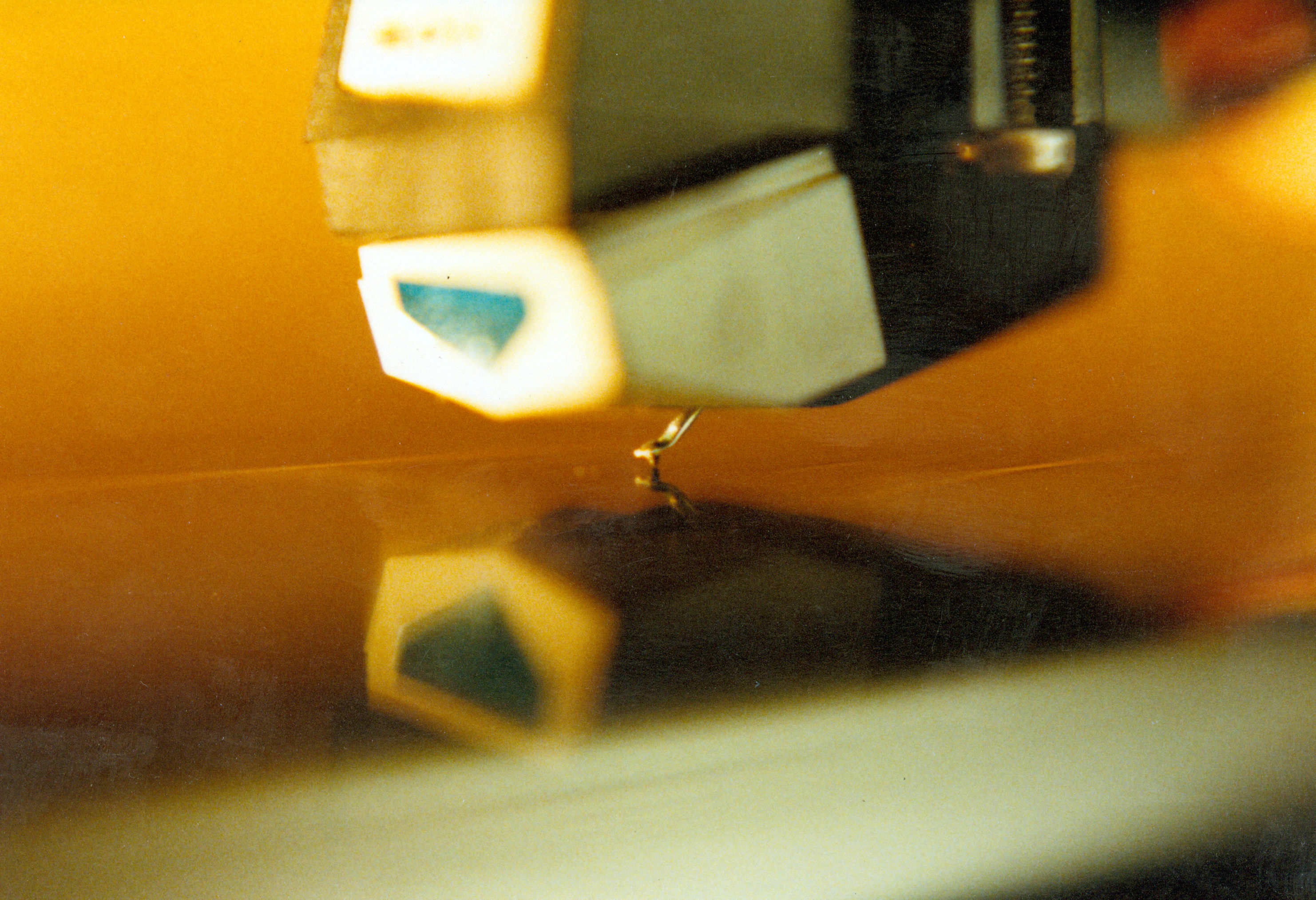
Abtastnadel eines Tonabnehmers

Der Tonabnehmer ist eine am Tonarm montierte Baugruppe beim Schallplattenspieler, bestehend aus Abtastnadel, Nadelträger, Wandler und Gehäuse. Am Ende des Nadelträgers ist ein geschliffener Diamant angebracht, seltener auch ein Saphir oder Rubin. Am Schaft des elastisch gelagerten Nadelträgers werden die Schwingungen über eine Gabelkonstruktion an den Wandler übertragen. Dieser wandelt die Bewegung in eine elektrische Spannung um. Zuweilen ist am Gehäuse für den Nadelträger ein sogenannter Mitlaufbesen angebracht, welcher vor allem Staub und Schmutz vor der Abtastnadel entfernen soll.
Mit dem Kristalltonabnehmer – mit einem Piezokristall als Wandler – und dem Magnettonabnehmer – mit einem Magnetspulensystem – wurde die Langspielplatte ermöglicht, die nur noch mit 33⅓ min−1 betrieben wurde und damit gegenüber der Schellackplatte (78 min−1) deutlich längere Spielzeiten zuließ. Diese Tonabnehmer benötigten gegenüber Grammophonnadeln erheblich niedrigere Auflagekräfte, was die Lebensdauer von Platte und Nadel entsprechend erhöhte.
Um für Stereofonie zwei Tonkanäle unabhängig voneinander abtasten zu können, bestehen Stereo-Tonabnehmer aus zwei Wandlersystemen an der weiterhin einzelnen Nadel, die jeweils um 45° gegenüber der Vertikalen und quer zur Plattenrille geneigt sind, so dass sie untereinander um 90° versetzt sind. Damit sind sie orthogonal und erreichen die erwünschte Entkopplung.
Mit Hilfe einer Tonabnehmerwaage kann die korrekte Auflagekraft des Tonabnehmers eingestellt werden.

### Elektromagnetischer Wandler (MM)

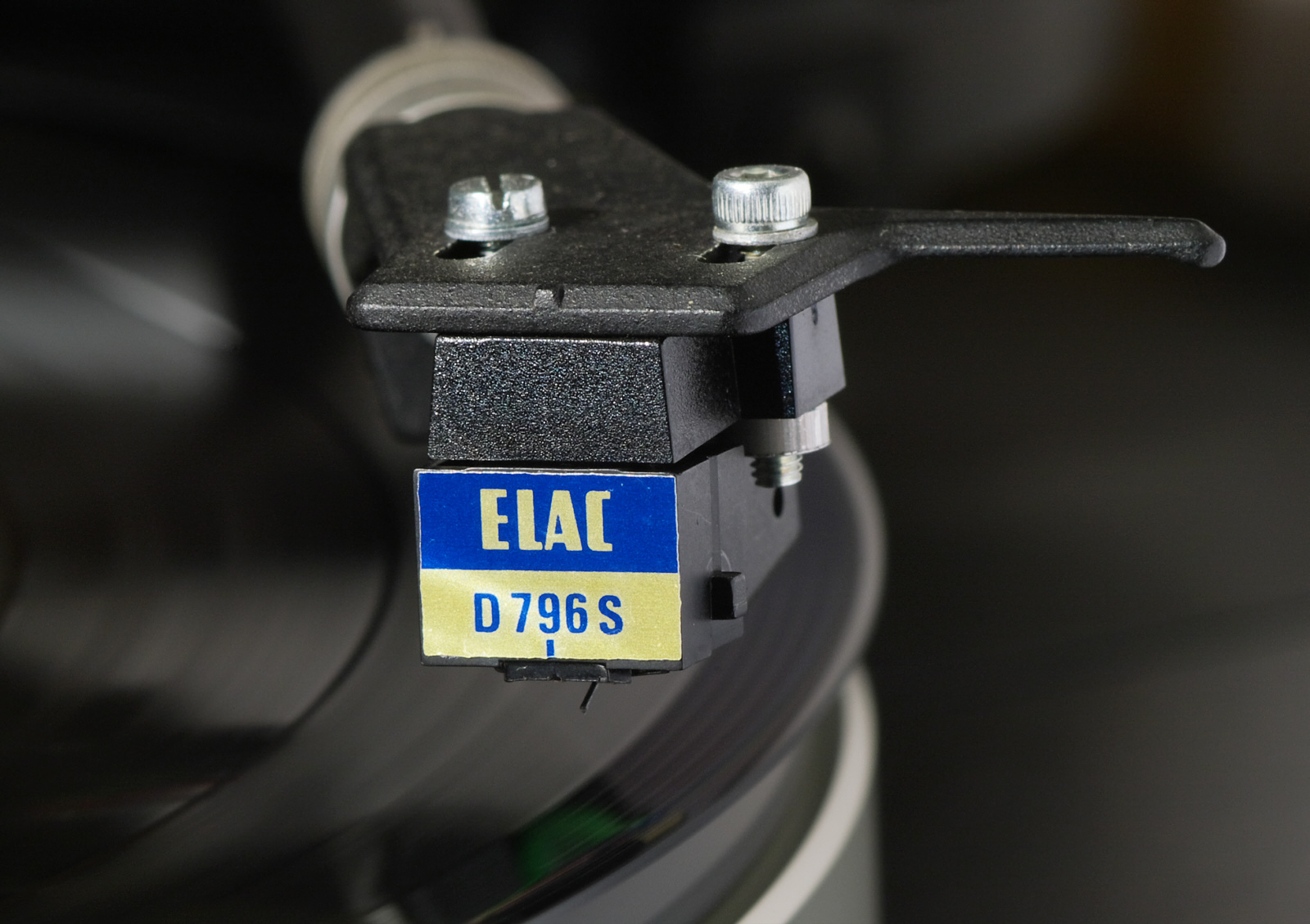
Tonabnehmersystem (MM) eines Schallplattenspielers

Elektromagnetische Abtaster sind die am weitesten verbreiteten Tonabnehmer für Schallplatten. Sie sind relativ günstig herzustellen und die Abtastnadel kann bei den meisten Systemen ausgetauscht werden. Beim elektromagnetischen Wandler vom Typ Moving Iron (bewegtes Eisen) wird ein kleines Eisenteil in der Nähe von Spulen mit Eisenkern bewegt. Der Magnetkreis ist durch einen Dauermagneten erregt. Durch die Abstandsänderung der Eisenteile wird in den Spulen eine Änderung des Magnetflusses erzeugt, der zu einer Induktionsspannung führt. Eine Variante ist das Prinzip des variablen Magnetischen Kurzschlusses (Variable Magnetic Shunt), wo ein Eisenteil am Ende des Nadelträgers im Magneten durch umgelenkten magnetischen Fluss den Fluss durch die Spulen reduziert.
Meist trägt der Nadelträger an seinem anderen Ende einen kleinen Magneten, der sich zwischen den Polschuhen der Spulen der beiden Stereokanäle bewegt. Tonabnehmer mit bewegten Magneten werden als Moving Magnet (dt. ‚bewegter Magnet‘) oder MM bezeichnet. Die Flussänderung im Magnetkreis ist an die Inhomogenität des magnetischen Feldes gekoppelt – je größer jene ist, desto größer ist das Signal. Sie verursachen daher prinzipiell nichtlineare Verzerrungen und Intermodulation, wenn die Auslenkung groß ist.
Elektromagnetische Abnehmer erzeugen höhere Signalspannungen als elektrodynamische Systeme, da die Spule aufgrund der weniger beschränkten Masse eine hohe Windungszahl haben kann.
Elektromagnetische Wandler benötigen einen Entzerrvorverstärker zur Wiedergabe, der den Frequenzgang der Schallplatte korrigiert (Deemphasis, Schneidkennlinie). Der Tonabnehmer wird mit dem meist in einen HiFi-Verstärker integrierten Entzerrvorverstärker über den Phonoeingang verbunden. HiFi-Verstärker wurden bis etwa Ende der 1990er Jahre standardmäßig mit einem solchen Phonoeingang ausgerüstet, dessen Eingangswiderstand üblicherweise bei 47 kOhm liegt.

### Elektrodynamischer Wandler (MC)
Elektrodynamische Tonabnehmer mit bewegten Spulen werden als Moving Coil (dt. ‚bewegte Spule‘) oder kurz als MC bezeichnet. Beim dynamischen Abtastsystem werden Spulen in einem konstanten und möglichst homogenen Feld eines Dauermagneten bewegt. In den Spulen entsteht aufgrund von Induktion bei Bewegung eine Spannung. Um die bewegten Massen, genauer Trägheitsmomente (Abtastnadel, Nadelträger, Spulenträger und Spulen) möglichst niedrig zu halten, weisen die Spulen meist nur eine geringe Windungszahl auf. Ein zu feiner leichter Draht ist schwierig zu verarbeiten und unzuverlässig. Dadurch ist die Signalspannung bei elektrodynamischen Abtastern sehr gering. In der Praxis unterscheidet man hier zwischen Low Output (unter 0,3 mV), Medium Output (um 1 mV) und High Output (3 mV und mehr). Üblich ist eine Angabe bezogen auf 5 cm/s Schnelle, die Angabe ist ein effektiver Spannungswert bezogen auf einen Schnelle-Spitzenwert.
MC-Systeme erfordern einen besonders empfindlichen, sehr rauscharmen Vorverstärker (Preamp) oder einen Anpassungstransformator (Übertrager) vor dem Entzerrervorverstärker, womit eine Spannungserhöhung um den Faktor 30 oder auch 10 (30 bzw. 20 dB) erreicht wird. Hochpegel-Systeme werden manchmal auch ohne besonderen Verstärker genutzt. Messtechnisch können die Systeme mit 3,2 Ohm, 32 Ohm oder 150 bzw. 316 Ohm simuliert werden. (Für MM-Systeme sind 1 kOhm üblich.) Die zugehörigen Eingangsimpedanzen der Verstärker liegen um 20 Ohm bis 1000 Ohm, bei Übertragern meist etwas tiefer.
Der Austausch einer abgenutzten oder beschädigten Abtastnadel ist bei MC-Tonabnehmern nur bei speziell dafür konstruierten Typen möglich, da die Spulen fest mit dem schwingenden Nadelträger verbunden sein müssen. Einige Hersteller bieten Austauschprogramme für Systeme mit abgenutzter Nadel an. Spezialisierte Firmen können auf dem Nadelträger eine neue Nadel installieren (Retipping).

### Piezoelektrischer Wandler
Beim piezoelektrischen Abtaster (Kristalltonabnehmer) erzeugen piezoelektrische Keramikstreifen die Signalspannung, wenn sie durch die Abtastnadel verbogen werden. Als Piezowerkstoff verwendete man früher Seignettesalz, heute Bariumtitanat/-zirkonat. Piezo-Abtaster liefern zunächst eine elektrische Ladung, die für gute Tiefenwiedergabe durch einen Ladungsverstärker in eine dazu proportionale Spannung umgewandelt wird. Aufgrund der erforderlichen Verbiegung der Keramikstreifen sind sie recht steif und erfordern hohe Auflagekräfte. Die Wiedergabe ist durch Eigenresonanzen beeinflusst. Wegen dieser Eigenschaften kommt dieser Wandlertyp heute nur noch in sehr niedrigpreisigen Geräten zum Einsatz.
Piezoelektrische Wandler nutzen meist keinen Entzerrervorverstärker, da die Ausgangsspannung nicht – wie beim elektromagnetischen Tonabnehmer – durch die Schnelle bestimmt wird, sondern von der Auslenkung. Dadurch wird in (sehr) grober Näherung die Schneidkennlinie (RIAA) korrigiert. Die Spannung ist so hoch, dass Verstärker direkt angesteuert werden können. Die Eingangsimpedanz sollte aber hoch sein, was heute fast nur noch bei 'Instrumenten'-Verstärkern zu finden ist.

### Unterschiede und weitere Verfahren
Während der Kristalltonabnehmer eine der Auslenkung der Schallplattenrille proportionale Signalspannung erzeugt, ist diese beim Magnettonabnehmer zur Geschwindigkeit (Schnelle) der Nadel proportional. Bei tiefen Frequenzen erzeugen magnetische Abtaster daher zu geringe Signalpegel – man hätte für beide Tonabnehmer unterschiedliche Schallplatten produzieren müssen, wobei für den Magnettonabnehmer wegen der höheren Auslenkung eine größere Spurbreite hätte vorgesehen werden müssen, mit entsprechender Verkürzung der Spieldauer. Mit der Anpassung des Frequenzverlaufs durch die RIAA-Kennlinie, die im Entzerrervorverstärker für Magnettonsysteme kompensiert wird, ist das aufgezeichnete Signal so angepasst, dass die Schallplatten sowohl mit Kristall- als auch Magnettonabnehmern abgetastet werden können.
Die Entwicklung der Tonabnehmer erreichte nach Festlegung von HiFi-Normen ihren Höhepunkt in den 1980er Jahren, als mit Auflagekräften von unter 10 mN und Frequenzbereichen von 20 Hz bis 30 kHz auch versuchsweise quadrophone (vierkanalige) Schallplatten verschleißarm abgetastet werden konnten.
Zur Verbesserung der Tonqualität durch Verringerung des Rauschens wurden neben den üblichen Trockenabtastverfahren auch Nassverfahren erprobt, bei denen sich die Abtastnadel in einer Abtastflüssigkeit bewegt. Hier bewirkt die geringere Reibung und verbesserte Kühlung einen geringeren Verschleiß an Platte und Nadel. Die Klangqualität wird erheblich gesteigert. Dieses Verfahren hat allerdings den Nachteil, dass sich gelöste Teilchen nach dem Trocknen in der Rille verkleben und die Platten praktisch nur noch nass abspielbar sind oder aufwendig gereinigt werden müssen. Wenn jedoch ein entmineralisiertes Wasser und kein Isopropanol verwendet wird, trocknet es nahezu rückstandsfrei und hat den Nachteil  (einmal Nass, immer Nass) nicht mehr. Die bewährte Zusammensetzung des Marktführers war Ethanol 40 % und ein Tensidzusatz. Kritiker des Verfahrens führen den kreischenden Hochton beim späteren Trockenabspielen auf Verschleiß im Hochtonbereich zurück, der mit der Dämpfung der schnellsten Nadelbewegung in der Flüssigkeit begründet wird. Das steht im Widerspruch zur Behauptung, die Schallplatten würden beim Abtasten geschont. Erfahrungsgemäß halten die Abtastdiamanten flüssig gekühlt mehr als fünfmal so lange wie trocken üblich, bis sich Abrieb zeigt.
Alternativ gab es auch käufliche Machbarkeitsstudien zur berührungslosen Abtastung mittels Laser- oder Infrarotdioden. Die Abtastung ist zwar verschleißfrei, allerdings reagierten diese Geräte wesentlich empfindlicher als Nadelabtaster auf Staub und kleine Kratzer. In den 1950er und 1960er Jahren waren elektrostatische Tonabnehmer am Markt, für die besondere Betriebsgeräte bzw. Vorverstärker notwendig waren, ähnlich aufwändig war die optische Umsetzung der Nadelbewegung (um 1975).
Mit bestimmten berührungslosen optischen Verfahren ist die Regeneration von zerstörten (zersprungenen bzw. zerbrochenen) Platten möglich. Weil diese Verfahren sehr teuer sind, werden sie nur bei historisch wertvollen Aufnahmen angewandt.

### Befestigung am Tonarm
Siehe Tonarm, Abschnitt "Montagestandards für Tonabnehmer".

## Tonabnehmer bei Musikinstrumenten

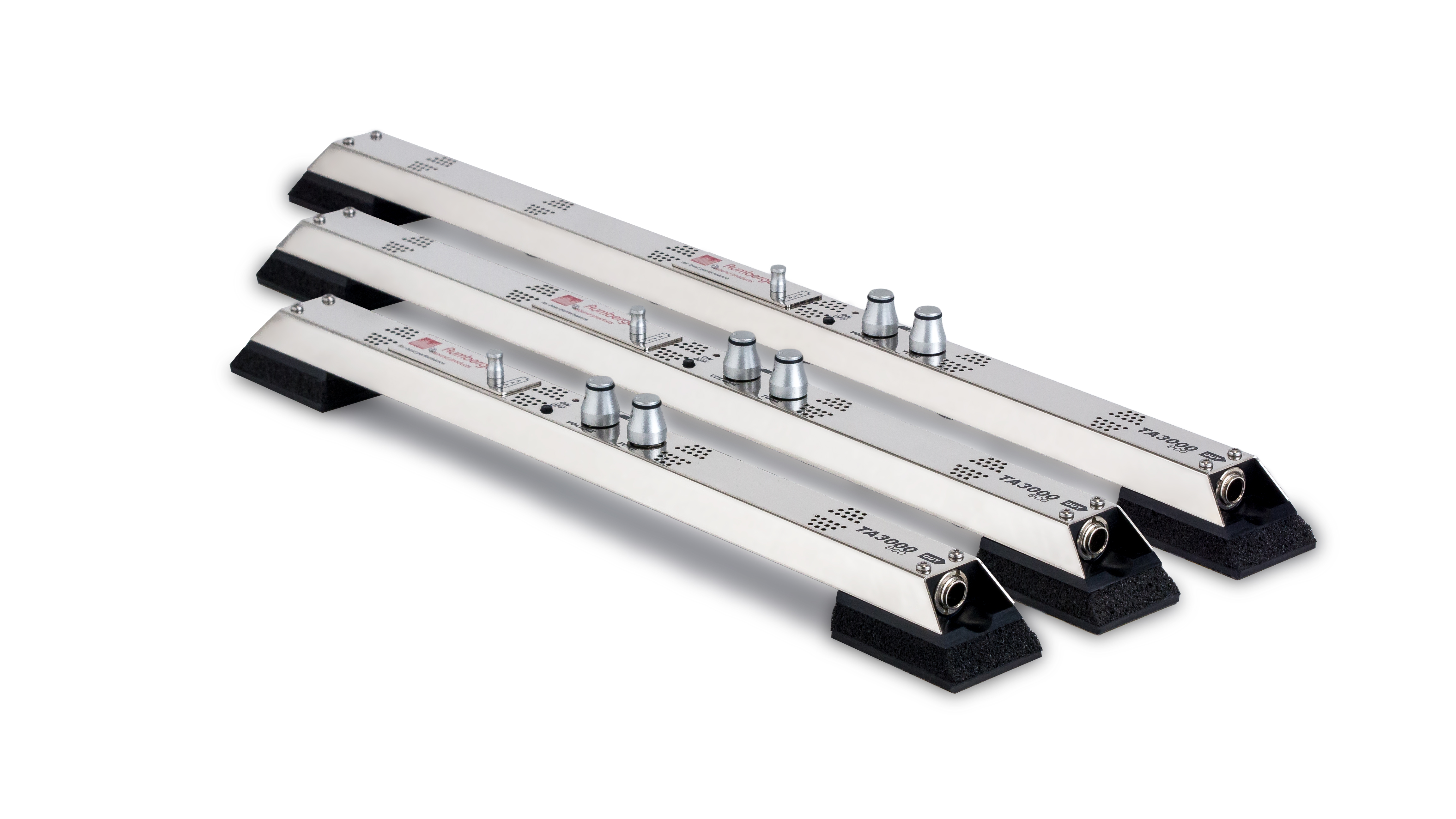
Tonabnehmer für Akkordeon und Steirische Harmonika

Bei Musikinstrumenten werden Tonabnehmer eingesetzt, um die Schwingung der Tonerzeuger (Saite, Zunge) des Instrumentes in elektrische Wechselspannung umzusetzen, die einem Mischpult oder Verstärker zugeführt werden kann.
Das betrifft hauptsächlich Saiteninstrumente und hier vor allem Gitarren und E-Bässe, aber auch Tasteninstrumente (E-Pianos, Hammond-Orgeln). Bei Blasinstrumenten ist es dagegen üblich, den sowieso erzeugten Luftschall über Mikrofone aufzunehmen.
Nach der Funktionsweise unterscheidet man elektromagnetische und piezoelektrische Tonabnehmer.

### Elektromagnetische Tonabnehmer

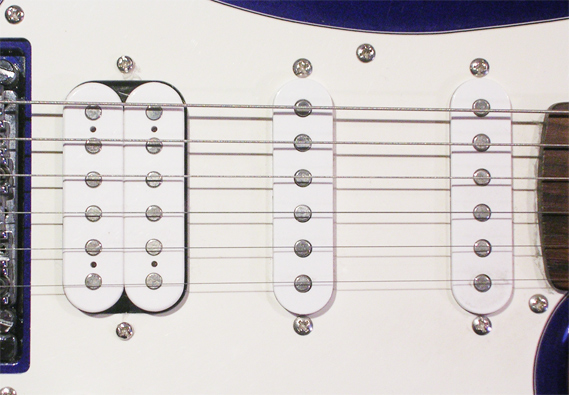
Elektromagnetische Tonabnehmer an einer E-Gitarre: ein Humbucker (links) und zwei Single Coils (Mitte und rechts)

Mittels eines elektromagnetischen Tonabnehmers (engl. Pickup) wird die Saitenschwingung bei einer E-Gitarre, bei einem E-Bass oder bei elektromechanischen E-Pianos in elektrische Signale (Wechselspannung) umgewandelt. Er besteht im einfachsten Fall aus einem Dauermagneten, um den eine Spule gewickelt ist. Die Bewegung der Saiten (sie müssen aus einem ferro-magnetischen Material bestehen) im Magnetfeld ändert dessen Feldstärke. Somit wird in der Spule durch elektromagnetische Induktion eine Wechselspannung mit der Frequenz der Schwingung der Saite erzeugt. Diese Spannung beträgt etwa 0,1 V. Die auf diese Weise erzeugte Spannung wird dann (eventuell durch Effektgeräte bearbeitet) einem Audio-Verstärker zugeführt.

### Piezoelektrische Tonabnehmer

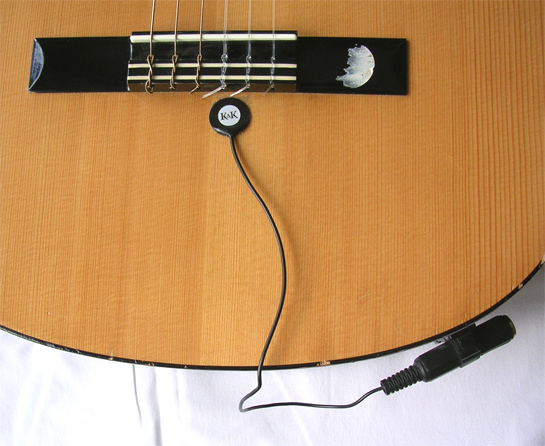
Piezoelektrischer Tonabnehmer in Kontaktmikro-Bauweise, befestigt am Korpus einer Konzertgitarre

Piezoelektrische Tonabnehmer bestehen aus piezoelektrischer Keramik: Mechanischer Druck oder Körperschall des Klangkörpers lässt eine elektrische Spannung entstehen.
Da hier kein magnetischer Effekt zugrunde liegt, funktionieren Piezo-Tonabnehmer bei Saiteninstrumenten mit allen Saitenarten, auch mit Nylon- oder Darmsaiten. Ein Hex-Pick-Up oder hexaphonischer Pickup ist ein „sechsfach Tonabnehmer“ für elektrische Gitarren und verwandte Instrumente mit einem separaten Ausgang für jede Saite.
Piezo-Tonabnehmer eignen sich für den Einsatz an all jenen akustischen Instrumenten, bei denen der Körper mitschwingt. Sie werden an akustischen Gitarren (Westerngitarren, Konzertgitarren), Kontrabässen und anderen Zupfinstrumenten, wie beispielsweise Mandolinen, eingesetzt. Auch Violinen und E-Geigen verwenden überwiegend diese Abnehmer. Bei einigen E-Gitarren werden Piezowandler eingesetzt, um anstelle des magnetischen Abnehmers einen der Akustik-Gitarre ähnlichen Klang abzunehmen. Sie sind nützlich für Musikstücke, in denen sich akustische und andere Passagen abwechseln – der Musiker braucht dann nicht die Gitarre zu wechseln, sondern nur einen Schalter zum Wechsel der Tonabnehmer zu betätigen.
Meist wird der Tonabnehmer in den Steg eingebaut oder zwischen Steg und Korpus geklemmt. Er empfängt dann direkt die Druckunterschiede. Wird er auf den Korpus des Instrumentes geklebt, funktioniert er wie ein Körperschallmikrofon: Die Schwingung der Saite, die sich über den Steg auf die Decke überträgt, wird vom Tonabnehmer durch dessen Trägheit von einer Druckschwankung in eine Wechselspannung gewandelt. Wichtig ist nicht nur eine Position, von der möglichst viele Schwingungen auf den Abnehmer übertragen werden, sondern auch der gewünschte Klangcharakter, der an verschiedenen Stellen sehr unterschiedlich sein kann.

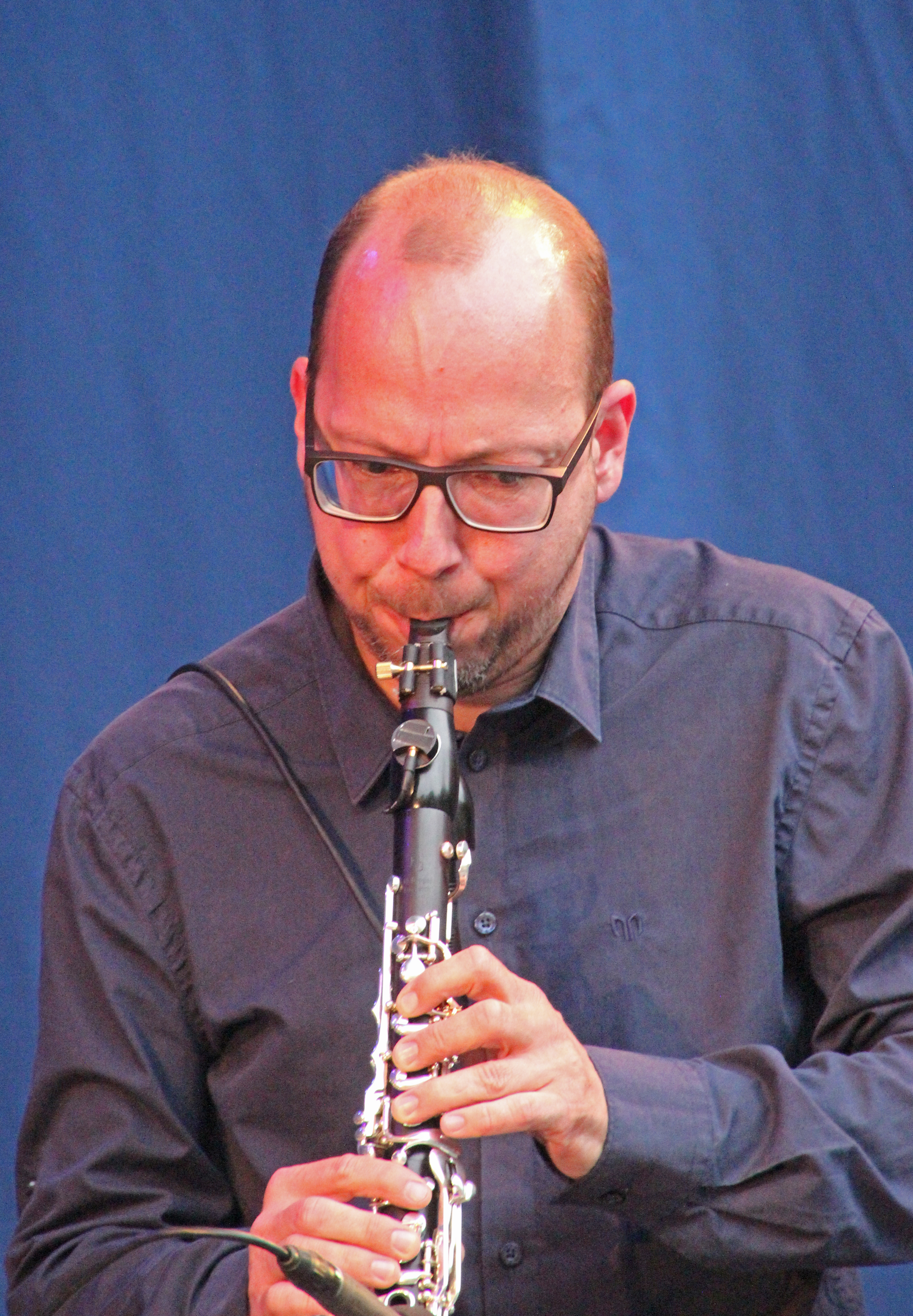
Tonabnehmer in der Birne einer Klarinette

Da Piezo-Tonabnehmer eine hohe Ausgangsimpedanz haben, gehört zu dem System fast immer auch ein batteriebetriebener Vorverstärker, der ins Instrument eingebaut ist und meistens einen Lautstärkeregler und eine einfache Klangregelung besitzt.
Da ein empfindlicher Tonabnehmer jeden vom Korpus aufgenommenen Körperschall (Klopfen, Kratzen, Hintergrundgeräusche) in Signale wandelt, kann störende Rückkopplung (auch Feedback genannt) auftreten, wenn ein solcher Tonabnehmer Schallsignale der Lautsprecher empfängt. Zur Bekämpfung dieses Effekts sind viele Vorverstärker mit Notch-Filtern oder Phasenschaltern ausgestattet, die es erlauben, die störenden Nebengeräusche zu minimieren.
Weiter finden Piezo-Tonabnehmer bei Stimmgeräten Verwendung. Töne eines Musikinstrumentes werden an einer schwingenden Stelle aufgenommen und mit dem Gerät gemessen. Der Tonabnehmer ist üblicherweise als Klemme ausgeführt. Diese Klemme kann fest am Stimmgerät befestigt sein, ist aber auch als abgesetztes Teil erhältlich.

### MIDI-Tonabnehmer
MIDI-Tonabnehmer nehmen die Saitenschwingungen der einzelnen Saiten einer Gitarre oder auch eines anderen Instrumentes auf. Hier kommt entweder die piezoelektrische oder die elektromagnetische Abnahme der Saitenschwingung zum Einsatz. Die in elektrische Signale umgewandelten Schwingungen werden durch eine zusätzliche elektronische Einheit (A/D-Wandler) digitalisiert und durch einen Mikroprozessor in MIDI-Signale umgewandelt (vgl. Gitarrensynthesizer).

Frühe Systeme analysierten den zeitlichen Abstand der Nulldurchgänge der Saitenschwingung. Das führte jedoch besonders bei tiefen Frequenzen zu deutlichen Latenzen beim MIDI-Signal. Moderne Systeme nutzen den charakteristischen Einschwingvorgang (engl. „attack“) einer Saite zur Frequenzanalyse. Durch diese Methode bewegen sich die Latenzen im Rahmen von 1 bis 5 ms, eine kaum wahrnehmbare Verzögerung.

## Weitere Anwendungen
Zu den Tonabnehmern zählen auch das bei Geheimdiensten beliebte Lasermikrofon sowie das zur Kommunikation in lauten Umgebungen genutzte Kehlkopfmikrofon und das Knochenschallmikrofon. Alle diese Wandler nutzen Körperschall zur Sprachübertragung.
Einen Spezialfall des Tonabnehmers stellt das Geophon dar, ein Instrument zum Aufspüren von mechanischen Schwingungen in der Erde.